# Calgaric
Le Calgaric est un paquebot britannique de la White Star Line. Sa construction débute en 1914 pour le compte de la Pacific Steam Navigation Company, sous le nom d'Orca. La Première Guerre mondiale retarde cependant les travaux, et ce navire de taille modeste est lancé dans les chantiers navals Harland & Wolff en avril 1917. Afin de servir au plus vite l'effort de guerre, le navire, inachevé, est transformé en cargo et mis en service en 1918.
Rendu à ses constructeurs en 1921, il est terminé selon les plans d'origines pour transporter des passagers, et prêt à être mis en service à la fin de l'année suivante. Le 1er janvier 1923, il est acquis par la compagnie mère de la Pacific Steam Navigation Company, la Royal Mail Steam Packet Company, qui le met en service peu après sur la ligne Southampton—New York via Hambourg. En janvier 1927, le groupe rachète la White Star Line.
Dès le mois suivant, l'Orca est revendu à cette dernière qui le renomme Calgaric et l'affecte à la ligne du Canada aux côtés d'un autre navire au destin similaire, l'Albertic, tout en effectuant un grand nombre de croisières. Ne parvenant pas à le rentabiliser, la compagnie l'utilise à partir de 1930 comme navire de réserve, principalement pour occasionnelles croisières. En 1934, le paquebot fait partie des 12 navires de la compagnie fusionnés à la flotte de la Cunard Line. Se retrouvant en surplus, il est vendu à la fin de l'année, et démoli peu après en Écosse.

## Histoire

### Construction et service militaire
L'Orca est mis en construction dans les chantiers Harland & Wolff de Belfast en 1914 pour le compte de la Pacific Steam Navigation Company, compagnie maritime desservant principalement l'Amérique du Sud. Cependant, la Première Guerre mondiale suspend la construction jusqu'en 1916. Le paquebot est finalement lancé le 5 avril 1917. Afin de servir l'effort de guerre, le navire est rapidement terminé, sans même ses superstructures, afin de servir comme cargo et navire de transport. Il est peint d'un camouflage Dazzle et prend ses fonctions dès le début de l'année 1918.
Ce n'est qu'en février 1921 que le navire regagne les chantiers Harland & Wolff pour y être terminé. Les cabines et emménagements destinés aux passagers sont installés, tandis que la superstructure est construite et que le paquebot prend sa forme définitive. Le 18 décembre 1922, le paquebot est achevé et part pour Southampton.

### Carrière à la Royal Mail Steam Packet Company
Le paysage maritime est cependant amplement différent en 1923 par rapport à ce qu'il était en 1914, et les lignes de l'Amérique du Sud ne sont pas les plus profitables dans le monde de l'après Première Guerre mondiale. La flotte allemande se retrouvant privée de nombreuses unités, les navires britanniques sont libres de transporter les immigrants allemands jusqu'aux États-Unis. En 1910, la Pacific Steam Navigation Company a été intégrée à la Royal Mail Steam Packet Company. C'est sous le pavillon de cette dernière que l'Orca est donc finalement utilisé pour profiter de cette manne financière, déjà exploitée par l'Orbita, l'Oropesa et l'Orduna de la même compagnie.
Le 3 janvier 1923, l'Orca quitte Southampton à destination de Hambourg puis New York. Il remplace ainsi l'Oropesa, et est rapidement rejoint par l'Ohio. Une escale à Halifax est ajoutée peu après. Dès 1925, cependant, des paquebots allemands sont de retour, et l'escale de Hambourg est supprimée. Entre-temps, en 1924, le navire a été converti en paquebot de classe « cabine », destiné à transporter des passagers plus lentement, mais pour un tarif moindres que sur les plus gros paquebots de la ligne.

### Fin de carrière à la White Star Line

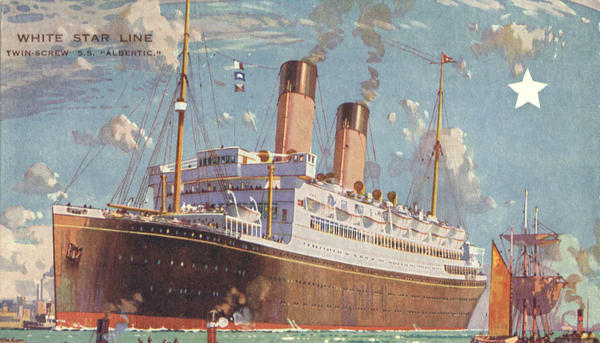
Suivant un sort similaire au Calgaric, l'Albertic rejoint la White Star Line en 1927.

En 1927, le conglomérat que forme la Royal Mail Steam Packet Company hérite d'une nouvelle compagnie, la White Star Line vendue par le trust américain International Mercantile Marine Co. Au mois de février 1927, l'Orca et l'Ohio sont vendus à la nouvelle compagnie affiliée pour un million de livres, et renommés Calgaric et Albertic, en référence à des provinces canadiennes. Le 4 mai 1927, en effet, le Calgaric effectue son voyage inaugural entre Liverpool, Québec et Montréal. Outre ces traversées sur cette ligne régulière (qui part de Londres à partir de 1929), le paquebot effectue de nombreuses croisières pour être rentable,. De légers incidents les émaillent, lorsqu'il heurte le paquebot Tintern Abbey pendant une escale à Alger, en 1929, puis le pétrolier Fortol à Gibraltar en 1930. Dans les deux cas, les dommages ne l'empêchent pas de terminer son voyage.
Dès 1930, après seulement trois ans de service pour la White Star Line, le Calgaric est considéré comme navire de surplus et laissé à quai à Milford Haven, pour servir de navire de réserve. La ligne canadienne perd en effet des clients à cause de la crise économique, alors que trop de navires y servent, notamment le Laurentic, arrivé lui aussi en 1927. Le 9 juin 1933, il effectue un dernier voyage sur la route Liverpool—Québec—Montréal. Ce n'est toutefois pas sa dernière utilisation, puisque peu après, Lord et Lady Baden-Powell demande à la compagnie la possibilité de l'affréter pour une croisière en Europe du Nord pour une de leurs associations de scouts. La compagnie accepte, et le Calgaric embarque plus de 600 passagers dont les époux Baden-Powell pour une croisière qui les mène en Lettonie, en Estonie, en Finlande et en Suède.
Dès son retour, le 9 septembre, le navire est définitivement retiré du service. La crise économique diminuant, le prix de l'acier remonte, poussant de nombreuses compagnies à se débarrasser de leurs navires en surplus pour remplir leurs caisses. Qui plus est, le Calgaric fait partie des douze navires encore possédés par la White Star Line lorsqu'elle fusionne, en 1934, avec la Cunard. Il est donc certain qu'il n'aura plus d'utilité. Il est vendu à des ferrailleurs pour 31 000 livres, et part pour l’Écosse en décembre 1934. Il est démoli à Rosyth dès l'année suivante.

## Caractéristiques
Le Calgaric est un paquebot de dimensions modestes, 167 mètres sur 20, pour 16 000 tonneaux environ. Il possède une cheminée et deux mâts entourant sa superstructure. Le paquebot est typique des constructions des chantiers Harland & Wolff de l'époque, avec une poupe de croiseur, et surtout sa propulsion mixte combinant deux machines à triple expansion et une turbine basse pression, alimentant trois hélices. Six chaudières à double entrée offrant un total de 36 foyers alimentent l'ensemble, donnant au navire une vitesse moyenne de 15 nœuds.
Sous le nom d'Orca, il est conçu pour transporter 190 passagers de première classe, 220 de deuxième, et 480 de troisième. Lors de sa conversion pour la White Star Line, sa capacité change à 290 places pour la première classe, 550 pour la classe touriste, et 330 pour la troisième classe.